# Euthetus
Euthetus is een geslacht van wantsen uit de familie van de Alydidae (Kromsprietwantsen). Het geslacht werd voor het eerst wetenschappelijk beschreven door Dallas in 1852.

## Soorten
Het genus bevat de volgende soorten:

- Euthetus atomarius Distant, 1918
- Euthetus fulvescens Distant, 1918
- Euthetus granti Kirkaldy, 1899
- Euthetus humilis Horváth, 1907
- Euthetus insularis Paiva, 1918
- Euthetus khandalana Distant, 1918
- Euthetus leucostictus Stål, 1855
- Euthetus limbatus Distant, 1902
- Euthetus madagascariensis Schouteden, 1938
- Euthetus nigrellus Distant, 1918
- Euthetus ornatipennis Linnavuori, 1978
- Euthetus pallescens Distant, 1902
- Euthetus pulchellus Dallas, 1852
- Euthetus pulcherrimus Bergroth, 1909
- Euthetus sabulicola Lindberg, 1958
- Euthetus singalensis Distant, 1908
- Euthetus sordidus Stål, 1855
- Euthetus stigmosus Distant, 1902